# 齐大山街道
齐大山镇，是中华人民共和国辽宁省鞍山市立山区下辖的一个乡镇级行政单位。2019年12月，撤销红岭街道，下辖的2个村、6个社区成建制划入齐大山街道。

## 行政区划
齐大山镇下辖以下地区：
眼前上矿社区、洪台沟社区、樱桃园村、王家新村、金胡新村、判甲炉村、调军台村、梨花峪村、关宝山村和谷首峪村。